# Unter-Emmentaler
Der Unter-Emmentaler ist eine zweimal wöchentlich erscheinende Zeitung. Sie befasst sich hauptsächlich mit aktuellen Ereignissen aus der Region Emmental und dem Oberaargau. Der Regionalsport stellt mit rund einem Drittel der Berichte einen wichtigen Teil der Zeitung dar. Abgesehen von Berichten über nationale und internationale Themen, die durch Agenturmeldungen abgedeckt werden, stammen alle Berichte von zahlreichen freischaffenden Korrespondenten der Zeitung oder einem der vier Redaktoren. Seit 2005 können die Leitartikel auch online gelesen werden.

## Druck
Der Unter-Emmentaler wird von der Druckerei Schürch AG Huttwil vertrieben und extern im Kanton Bern gedruckt.

## Verbreitung
Der Unter-Emmentaler hat eine WEMF-beglaubigte Auflage von 4'707 (Vj. 4'648) verkauften/verbreiteten Exemplaren. Alle zwei Wochen wird freitags eine Grossauflage von 20'357 (Vj. 20'296) Exemplaren verteilt.